# 五氟化铀
五氟化铀是一种铀的氟化物，其化学式为UF5。
五氟化铀是一种配位聚合物，由UF5单元通过氟桥键连接成线形链。
这种铀盐的特点已经由C.J. Howard、J.C Taylor和A.B. Waugh报道。

## 制备
五氟化铀是把四氟化铀氟化成 UF6时的中间体：
2 UF4  +  F2  →  2 UF5
2 UF5  +  F2  →  2 UF6
它也可以由六氯化铀或五氯化铀和氟化氢反应而成。
{\displaystyle \mathrm {2\ UCl_{6}+10\ HF\longrightarrow 2\ UF_{5}+10\ HCl+Cl_{2}} }
{\displaystyle \mathrm {2\ UCl_{5}+10\ HF\longrightarrow 2\ UF_{5}+10\ HCl} }
五氟化铀还可以通过六氟化铀和四氟化铀的归中反应而成：
{\displaystyle \mathrm {UF_{4}+UF_{6}\longrightarrow 2\ UF_{5}} }
它也可以由六氟化铀被一氧化碳在高温下还原而成：
2 UF6  +  CO   →  2 UF5  +  COF2
使用其它还原剂（例如溴化氢和二氧化硫）也是可行的。

## 结构
α相的五氟化铀是一种多聚体，由U-F-U顺式桥连和UF6八面体相连而成的无限链状结构。这个结构和五氟化钒一样。
β相的五氟化铀中的铀中心是四方反棱柱结构的。β相会在 130 °C时转化成α相。